# Eye of the Beholder (Computerspiel)
Eye of the Beholder ist ein Computer-Rollenspiel von Westwood Associates und SSI aus dem Jahr 1991. Es basiert auf dem Rollenspiel-Regelwerk Advanced Dungeons & Dragons und erschien zunächst für DOS und Amiga, später auch PC-98, SNES und Mega-CD. Noch im selben Jahr wurde der Nachfolger Eye of the Beholder 2: Legende von Darkmoon veröffentlicht. 2002 brachte Pronto Games unter dem gleichen Titel ein Remake für die tragbare Konsole Game Boy Advance heraus.

## Handlung
Die Stadt Tiefwasser in den Vergessenen Reichen wird zunehmend von Kreaturen aus der Unterwelt insbesondere der Kanalisation heimgesucht. Die Fürsten von Tiefwasser unter Vorsitz von Piergeiron Paladinssohn beschließen daher, vier Abenteurer auszusenden, die die Ursache der Invasion finden und bekämpfen sollen. Als die Gruppe die Kanalisation betritt, stürzt der Gang hinter ihr unvermittelt ein. Fortan sind die Helden auf sich allein gestellt und müssen tiefer in die düsteren Katakomben vordringen, um ihre Mission zu erfüllen und einen Rückweg zu finden. Der Anführer der feindlichen Horden, der Betrachter (engl.: beholder) Xanathar, verstärkt derweil seine Anstrengungen, die Stadt zu unterwerfen. Wie die Gruppe erfährt, vermag ihn lediglich der „Stab der Silvas“ aufzuhalten, der sich wiederum im Besitz des Zwergenherrschers befindet. Wie sich herausstellt, versuchen auch die Dunkelelfen an diese Waffe zu gelangen, um Xanathar auszuschalten und Tiefwasser anschließend selbst zu übernehmen.

## Spielprinzip
Der Spieler erstellt zu Beginn des Spiels eine Gruppe von bis zu vier Charakteren. Wie im Regelwerk von Dungeons & Dragons festgelegt, hat er die Wahl zwischen verschiedenen Rassen (Mensch, Elf, Halbelf, Zwerg, Gnom, Halbling) und Klassen (Kämpfer, Dieb, Magier, Kleriker, Paladin, Waldläufer). Außerdem legt er sich auf eine von neun Gesinnungen fest, die sich aus den Kombinationen gut/neutral/böse (entspricht der Ethik) mit entweder rechtschaffen, neutral oder chaotisch (entspricht der Weltsicht) ergeben. Die Charakterattribute (Stärke, Geschicklichkeit, Konstitution, Weisheit, Intelligenz, Charisma) werden vom Programm zufällig ausgewürfelt, können aber noch nachträglich angepasst werden. Im Laufe des Spiels können zwei weitere Charaktere mit festgelegten Eigenschaften als Unterstützer in die Gruppe aufgenommen werden.
Die Abenteurer werden vom Spieler aus der Egoperspektive in Echtzeit durch den zwölf Level umfassenden Dungeon gesteuert. Die Steuerung erfolgt weitgehend mit der Maus oder auf Konsole per Gamepad über eine Point-&-Click-Bedienoberfläche mit Schaltflächen für die Bewegungsrichtung und verschiedene Aktionen (Attacke/Zauber). Eine Steuerung mittels Tastaturbefehle ist ebenfalls möglich. Wie in früheren Computer-Rollenspielen üblich, erstellt das Programm keine einsehbare Karte der Umgebung (Automap), sondern der Spieler muss selbst mitzeichnen. Im Dungeon trifft die Gruppe auf zahlreiche gegnerische Kreaturen, die sich im begrenzten Umfang durch die Umgebung bewegen oder die Heldengruppe verfolgen. Kämpfe werden in Echtzeit ausgetragen, womit neben der taktischen Komponente auch die Reaktionsfähigkeit seitens des Spielers bei den Attacken gefragt ist. Für getötete Gegner erhalten die Spielfiguren Erfahrungspunkte, die sie bei Erreichen vorgegebener Grenzen in der Charakterstufe aufsteigen lassen, wodurch wiederum die Fähigkeiten der Helden verbessert werden können. Wie in Rollenspielen üblich, können über ausgerüstete Gegenstände ebenfalls Werte verbessert werden. Das Magiesystem entspricht den Vorgaben durch das Regelwerk, weshalb Magieanwender ihre Sprüche über Nacht einprägen und erst nach einer Schlafphase einsetzen bzw. wiederaufladen können. Die Figuren müssen auch regelmäßig Nahrung zu sich nehmen, um nicht zu verhungern.

## Entwicklung
SSI, das dank der D&D-Lizenz mit den ersten Spielen der Gold-Box-Reihe große Erfolge feiern konnte, befand sich bei Beauftragung in einer unternehmerisch schwierigen Phase. Die Verkaufserlöse der Gold-Box-Titel waren kontinuierlich gesunken und es fehlte ein zugkräftiger neuer Titel. Als einer der ersten Publisher brachte SSI ein an Dungeon Master angelehntes Spiel, verbunden mit der AD&D-Lizenz, auf den Markt. Die zunächst bei Westwood Associates entwickelten Titel wurden wegen ihrer Covergestaltung später auch als Black-Box-Reihe bezeichnet. Die ursprüngliche Reihenbezeichnung gemäß Packungsdesign war A Legend Series. Es war das erste AD&D-Spiel, das ausschließlich aus der Egoperspektive gespielt wurde und vollständig in VGA-Grafik gehalten war.
Die Portierungen auf Amiga und PC-98 waren sehr nah am Original, einschränkend für die Amiga-Fassung war lediglich die geringere Farbpalette. Auf SNES und Mega-CD wurden dem Spiel Soundtracks (u. a. von Yuzo Koshiro) und eine Endsequenz zugefügt, die Mega-CD erhielt zusätzlich noch eine Automap, Cutscenes während des Spiels und Sprachausgabe.
Eine Portierung auf die Handheld-Konsole Atari Lynx war vollständig erfolgt, wurde dann aber wegen der hohen Produktionskosten nie veröffentlicht. Es existieren etwa 100 produzierte Exemplare. Sie wurden erst Jahrzehnte später durch einen Sammler zugänglich gemacht. Ein Fan-Projekt von Indie-Entwicklern portierte das Spiel im Jahr 2022 auf den Commodore 64.

## Rezeption
Die PC-Fassungen wurden mehrheitlich positiv aufgenommen.

“At long last, IBM owners need no longer complain. They now have a game like Dungeon Master — a magnificent game that promises to be only the first in a long (we hope very long) line of releases.”

„Nun haben endlich auch IBM-Besitzer ein Spiel im Stile von Dungeon Master - und ein großartiges dazu. Es bleibt zu hoffen, das noch viele weitere Teile folgen werden.“

“So, the bells and whistles are fairly well-established. Work needs to be done in the combat areas, plot has to be developed, more interaction with NPCs is needed, and certainly better endings must be constructed. If that can be accomplished (and there's no reason why not), the Legend series will become one of the leaders in the CRPG field.”

„Das ganze Drum und Dran ist also ziemich bekannt. Feinschliff wird noch bei den Kämpfen benötigt, eine Erzählung muss entwickelt werden, es sind mehr Interaktion mit NSCs notwendig und man muss sich unbedingt ein besseres Ende ausdenken. Wenn man das schafft (und es gibt keinen Grund, warum nicht), wird die Legend-Reihe eine der führenden Reihen im Rollenspiel-Bereich werden.“

„Für die Freunde gepflegter Dungeon-Reisen ist dieser Klassiker sicher mehr als einen Blick wert. Allerdings sollte man neben Geduld auch eine Nintendo-Maus mitbringen: Mit dem normalen Joypad sind die recht harten Kämpfe kaum zu gewinnen.“

„Vor einigen Jahren war ich noch ein großer Eye of the Beholder-Fan, doch die Zeiten ändern sich. Im Vergleich zu Megaspielen wie der Final Fantasy-Serie wirkt Beholder stinklangweilig.“

Mehrere Magazine führten Eye of the Beholder auf ihren Bestenlisten. 1991 listete es die PC Format unter den 50 besten Spielen aller Zeiten. IGN führte es 2014 auf Platz 8 ihrer „The Top 11 Dungeons & Dragons Games of All Time“. Auch das amerikanische Entertainment-Magazin Paste setzte Eye of the Beholder 2015 auf Platz 8 ihrer 10 besten D&D-Computerspiele. Die Gamestar führte es 2019 auf Platz 97 der 100 besten Rollenspiele.
Gemäß Allen Rausch von Gamespy stach Eye of the Beholder seinerzeit vor allem technisch hervor. Das Spiel habe, laut einer anderen Retrospektive, das Genre zwar nirgends revolutioniert, mit seinem gradlinigen Ansatz jedoch vielen Spielern den Zugang erleichtert. Damit habe es zu den beliebteren D&D-Spielen von SSI gezählt. Doch so sehr das Spiel für seine technischen Qualitäten gelobt wurde, so sehr wurde das Fehlen eines filmischen Abspanns in der Rückschau als eines der größten Versäumnisse bezeichnet.
Das Spiel verkaufte sich rund 129.000 Mal und galt damit als sehr erfolgreich. Es erklomm im April 1991 den Spitzenplatz der besten MS-DOS-Spiele der Software Publishers Association. Noch im selben Jahr brachten Westwood und SSI die Fortsetzung Eye of The Beholder 2: Legende von Darkmoon auf den Markt.

## Trivia
- Ein im Vergleich zu Dungeon Master neues Feature waren die sieben Steinschlüssel, die man im Dungeon finden und mit denen man bestimmte Steinportale aktivieren konnte, die einen dann in einen anderen Teil des Dungeon teleportierten.

- Im Gegensatz zu DM ist es bei EOB einfach möglich, mit einem Hex-Editor die Figuren in ihren Fähigkeiten aufzubessern, sie im Level aufsteigen zu lassen, und ihnen Zaubersprüche zu ermöglichen, die sie erst später im Spiel erworben hätten. Gleiches gilt auch für EOB2.

- Es gibt 3 Bereiche auf den Leveln 1, 2, 3 und 5 die im regulären Spiel nicht erreichbar sind. Erst mit einem Hack (Modifikation) welche es einem ermöglicht durch Wände hindurch zu gehen, können diese erreicht werden. Dort findet sich jedoch lediglich ein Steinportal. Mit welchem Gegenstand dieses Portal aktiviert werden kann und wohin es führt, ist unbekannt. Vermutlich gehören diese 4 Bereiche zu einem Teil des Spiels, der nie fertig gestellt bzw. von den Entwicklern nicht weiter ausgebaut wurde.[30]

- Das offizielle Lösungsbuch (engl. „Clue Book“) verzeichnet nicht alle Geheimnisse. So ist beispielsweise das Nest der Kenku auf Level 6 nicht auf den im Lösungsbuch enthaltenen Karten verzeichnet, ebenso fehlt ein Hinweis wie man es erreichen kann und was man dort findet.